# Alla Bahiants
Alla Mikolaivna Bahiants (en ucraïnès: Алла Миколаївна Багіянц) o també  Alla Nikolàievna Baguiants (en rus: Алла Николаевна Багиянц), (Khàrkiv, 30 d'octubre de 1938) és una exciclista soviètica d'origen ucraïnès. Del seu palmarès destaca la medalla d'or al Campionat del Món de ciclisme en pista de 1968, en la prova de velocitat individual.

## Palmarès
- 1968
  -  Campiona del món de velocitat